# Neoceratodontidae
A Neoceratodontidae az izmosúszójú halak (Sarcopterygii) osztályának tüdőshalalakúak (Ceratodontiformes) rendjébe, ezen belül a Ceratodontoidei alrendjébe tartozó család.

## Rendszerezés
A családba az alábbi 4-5 nem tartozik:
- †Epiceratodus Teller, 1891
- †Equinoxiodus Toledo, de Sousa, Medeiros & Bertini, 2011
- †Metaceratodus - egyes rendszerezések szerint a Ceratodontidae halcsalád része
- †Mioceratodus Kemp, 1992
- Neoceratodus Castelnau, 1876 - típusnem